# 해망로
해망로(Haemang-ro)는 전라남도 군산시 경장동 팔마광장교차로를 군산시 소룡동을 잇는 도로이다.

## 주요 경유지
전북특별자치도
- 군산시 (조촌동 . 경암동 . 금암동 . 중앙동 . 월명동 . 소룡동 . 해신동)

## 노선 경로
| 이름             | 접속 노선        | 경유지 | 경유지 | 비고 |
| ---------------- | ---------------- | ------ | ------ | ---- |
| 팔마광장 교차로  | 중앙로 번영로    | 군산시 | 조촌동 |      |
| 경장사거리       | 구암3.1로        | 군산시 | 경암동 |      |
| (이름없음)       | 조촌로           | 군산시 | 금암동 |      |
| 째보선창삼거리   | 죽성로           | 군산시 | 중앙동 |      |
| 내항사거리       | 대학로           | 군산시 | 소룡동 |      |
| 도선장사거리     | 군산창길         | 군산시 | 해신동 |      |
| 해망 교차로      | 대백제로         | 군산시 | 해신동 |      |
| 수산물센터사거리 | 내항2길 (중앙로) | 군산시 | 해신동 |      |
| 월명터널삼거리   | 월평로           | 군산시 | 해신동 |      |
| 외고삼거리       | 공항로           | 군산시 | 소룡동 |      |
| 공단삼거리       | 공단대로         | 군산시 | 소룡동 |      |
| (이름없음)       | 임해로           | 군산시 | 소룡동 |      |
| 외항로 와 직결   |                  |        |        |      |

## 주요건물및 시설
- 군산시외버스터미널 (전북특별자치도 군산시 조촌동 해망로 18)
- 미니스톱 군산터미널점 (전북특별자치도 군산시 조촌동 해망로 18)
- 파리바게뜨 군산터미널점 (전북특별자치도 군산시 조촌동 해망로 19)
- 군산고속버스터미널 (전북특별자치도 군산시 경암동 해망로 30)
- 경암동 우체국 (전북특별자치도 군산시 경암동 해망로 38)
- 현대오일뱅크 군산현대 셀프주유소 (전북특별자치도 경암동 해망로 127)
- GS25 군산해양공원점 (전북특별자치도 군산시 월명동 해망로 203)
- 조선은행 (전북특별자치도 군산시 월명동 해망로 214)
- 신협 전북서부 항운노조 본점 (전북특별자치도 군산시 월명동 해망로 251)
- GS칼텍스 에스제이주유소 (전북특별자치도 군산시 월명동 해망로 252)
- 군산수협 해망주유소 (전북특별자치도 군산시 월명동 해망로 410)
- 현대오일뱅크 사랑을담는 셀프주유소 (전북특별자치도 군산시 소룡동 해망로 580)
- 롯데슈퍼 군산소룡가맹점 (전북특별자치도 군산시 소룡동 해망로 593)
- SK에너지 만땅주유소 (전북특별자치도 군산시 미성동 해망로 671)